# Де Фрейтас, Элено
Элено де Фрейтас (порт. Heleno de Freitas; 12 февраля 1920 года, Сан-Жуан-Непомусену — 8 ноября 1959, Барбасена) — бразильский футболист цыганского происхождения, нападающий. Игрок сборной Бразилии.

## Карьера
Свою карьеру Элено начал в молодёжном составе клуба «Флуминенсе».
В 1934 году талантливого юношу заметили скауты «Ботафого», которые и привели Элено в клуб. В главной же команде Элено дебютировал лишь в 1939 году, но ещё два года оставался в запасе, из-за того, что место главного бомбардира клуба занимал Карвальо Лейте.
В 1941 году Карвальо получил тяжелую травму и завершил карьеру, этим шансом воспользовался Элено, заменив главного центфорварда команды. За 9 лет в «Ботафого», Элено провёл 235 матчей и забил 209 мячей (4-й показатель в истории клуба), став самым большим кумиром фанатов «Ботафого» до прихода в клуб Гарринчи.
В 1948 году Элено был продан в аргентинский клуб «Бока Хуниорс», отыграв там два сезона, он перешёл в «Васко да Гама», где выиграл свой единственный чемпионат Рио-де-Жанейро.
В 1950 году Элено перешёл в колумбийскую команду «Атлетико Барранкилья», где дебютировал 28 марта. За выступления в этом клубе, где форвард забил 14 голов в 25 матчах, хозяева команды установили бюст Элено под названием «El Jogador» (игрок).
Затем Элено выступал на родине в «Сантосе» и «Америке», за которую провёл всего лишь 35 минут.
Позже Элено хотел продолжить выступления в клубе «Фламенго», но проведя несколько тренировок с командой, он не подошёл тренерскому штабу «Фла» и завершил карьеру.

## Личная жизнь
Вся карьера и жизнь Элено была испорчена пагубной привычкой — пристрастию к употреблению наркотиков, в частности, кокаина. Привычка появилась ещё во время выступлений за «Ботафого», когда Элено попробовал наркотики в одном из ночных клубов Рио, впоследствии он стал завсегдатаем подобных заведений.
В 1947 году Элено получил степень бакалавра в области права, дающую ему возможность работать юристом, судьей или прокурором.
Во время выступлений в Аргентине у Элено был роман с самой Эвой Перон.
В 1952 году У Элено родился сын от супруги Илмы, которого назвали Луис Эдуардо.
8 ноября 1959 года Элено де Фрейтас скончался в санатории Барбасены, где провёл 6 лет, пытаясь излечиться от сифилиса. Похороны состоялись в родном городе Элено — Сан-Жуан-Непомусену.

## Достижения

### Командные
- Обладатель Кубка Рока: 1945
- Обладатель Кубка Рио-Бранко: 1947
- Чемпион штата Рио-де-Жанейро: 1949

### Личные
- Лучший бомбардир Муниципального турнира в Рио-де-Жанейро: 1943 (11 голов), 1944 (10 голов), 1946 (13 голов)

## В культуре
Бразильский художественный фильм Элено (2011), режиссёр — Хосе Энрике Фонсека. Роль спортсмена исполнил Родриго Санторо.